# Jeffrey Wigand
Jeffrey Stephen Wigand (* 17. prosince 1942) je americký biochemik a whistleblower.
Byl viceprezidentem pro výzkum a vývoj ve společnosti Brown & Williamson v Louisville v Kentucky, kde pracoval na vývoji cigaret se sníženou škodlivostí a kde v roce 1996 upozornil na neoprávněnou manipulaci s tabákem. Inspiroval tím film Insider: Muž, který věděl příliš mnoho z roku 1999, v němž Wiganda ztvárnil Russell Crowe.